# 完颜璹
完颜璹（1172年—1232年），本名寿孙，字仲实，一字子瑜，号樗轩老人。是金朝诗人。
金世宗之孙，越王完颜永功之子。生于金大定十二年，以开府仪同三司奉朝请，少年时学诗于朱澜，学书于任询。由于南渡汴京后宣宗堤防宗室、设立门禁，而潜心学问，“日以讲诵吟咏为事，时时潜与士大夫（包括雷渊、元好问、李汾、王郁等）唱酬”，“家所藏法书名画，几与中祕等”。1230年（正大七年）与《归潜志》作者刘祁会面，祁称其为“老儒”，并称完全看不出高贵出身的架子。其家中有“琴书满架”，而无“俗谈”。元好问说他“于书无所不读，而以《资治通鉴》为专门，反复阅读凡三十余遍，驰骋上下千有三百馀年之事，其善恶、是非、得失、成败，道之如目前，穿贯他书，考证同异，虽老于史学者不加详也”，与蔡珪、萧贡并称《通鉴》名家。卒于天兴元年蒙古围攻汴京期间，终年六十一岁。累封密国公，有诗词集《如庵小稿》。